# Río Cuadro
El río Cuadro es un curso fluvial de Cantabria (España) perteneciente a la cuenca hidrográfica del Pas. Tiene una longitud de 4,651 kilómetros, con una pendiente media de 7,9º.